# منتخب البرتغال لكأس ديفيز
منتخب البرتغال لكأس ديفيز (بالبرتغالية: Equipa Portuguesa da Taça Davis‏) هو ممثل البرتغال  الرسمي  في كرة المضرب في كأس ديفيز.